# Prochladnenskij rajon
Il Prochladnenskij rajon (in russo Прохладненский район?) è un municipal'nyj rajon della Repubblica autonoma della Cabardino-Balcaria, in Russia.